# 岩门镇
岩门镇，是中华人民共和国湖南省怀化市麻阳苗族自治县下辖的一个乡镇级行政单位。

## 行政区划
岩门镇下辖以下地区：
岩门社区、岩门村、平原村、黄双冲村、荒田冲村、团山村、凉亭坡村、杨家湾村、玳瑁坡村、高公冲村、岩田坡村、新坪村、杉木溪村、白泥田村、桐子凉村、毛冲村、双冲村、鲁草田村和大路坳村。